# Frank Watkins
Frank Watkins (19 de febrero de 1968-18 de octubre de 2015) fue un músico estadounidense de heavy metal, más conocido por ser el exbajista de la banda de death metal Obituary, tras haber permanecido en ella durante mucho tiempo. Formó parte de la banda noruega de black metal Gorgoroth desde finales de 2007 hasta su muerte.

## Biografía
Frank Warkins nació en 1968. Empezó a seguir su sueño de hacer música a los 12 años y comenzó su carrera como músico profesional en 1986, antes de unirse a la banda Obituary en 1989. Participó en todos los lanzamientos de Obituary excepto por su álbum debut Slowly We Rot, y cita su influencia musical como «cualquier cosa oscura, agresiva y enojada». Tiende a traer su pasado punk-hardcore al reino del death-black metal.
Frank se enorgullecía no solo por su lado técnico musical, sino también por su participación en negocios negocios, como mánager, mentor y guía de otras bandas y músicos. En 2007 formó una compañía de gestión llamada Back from the Dead Productions con el fin de ayudar a nuevas bandas a tener una carrera positiva en el negocio de la música. A finales de 2007 Watkins se convirtió en el bajista de la banda noruega de black metal Gorgoroth, y en el 2009 participó en la grabación del álbum Quantos Possunt ad Satanitatem Trahunt. El 29 de agosto de 2009 debutó en vivo con la banda en el festival Hole in the Sky, en Bergen. Este fue el primer concierto de Gorgoroth que se llevó a cabo desde septiembre de 2007. En una entrevista con Metal Maniacs, publicada en línea en agosto de 2009, Watkins manifestó haber adoptado el nombre artístico «Bøddel», que significa «ejecutor» en noruego, dentro de la banda Gorgoroth.[cita requerida]
Watkins falleció por cáncer el 18 de octubre de 2015, a los 47 años de edad.

## Bandas
- Sacrosanct (1985-1986)
- Bad Rep (1986-1987)
- Hell Witch (1987-1989)
- The Henchmen (1993)
- Obituary (1989-1997, 2003-2010)
- Gorgoroth (2007-2015)

## Discografía

### Obituary
- Cause of Death (1990)
- The End Complete (1992)
- World Demise (1994)
- Don't Care (EP) (1994)
- Back from the Dead (1997)
- Dead (Live Album) (1998)
- Anthology (Compilation Album) (2001)
- Frozen in Time (2005)
- Frozen Alive (Live DVD) (2006)
- Xecutioner's Return (2007)
- Left to Die (EP) (2008)
- Live Xecution in Bad Berka 2008 (DVD) (2009)
- Darkest Day (2009)

### Gorgoroth
- Quantos Possunt ad Satanitatem Trahunt (2009)
- Instinctus Bestialis (2015)